# Гали, Брагим
Брагим Гали (араб. إبراهيم غالي‎; род. 19 августа 1949) — действующий Глава Государства Сахарской Арабской Демократической Республики и председатель Фронта Полисарио с 12 июля 2016 года.

## Биография

### Ранняя жизнь
Родился 19 августа 1949 года в городе Смаре в Испанской Сахаре (ныне — на оккупированной Марокко территории Западной Сахары). Другие источники называют датой его рождения 16 сентября 1949 года, а местом рождения — город Бу-Кра.
Во второй половине 1960-х вступил в «Кочевые отряды» (Tropas Nómadas — подразделения испанской колониальной армии, набранные из местных сахарских кочевников, под руководством испанских офицеров). Затем работал на различных административных должностях в Смаре.

### Карьера
После знакомства и нескольких встреч с Мохаммедом Бассири и другими патриотически настроенными сахарцами Брагим Гали вступил в ряды движения Харакат Тахрир. Участвовал в антиколониальной демонстрации в Эль-Аюне 16 июня 1970 года, известной как Интифада Земла, которая была жестоко подавлена силами Испанского легиона. За участие в демонстрации Брагим Гали был арестован и приговорён к одному году лишения свободы. Был освобождён в 1971 году, но в 1972 году на короткое время был вновь задержан за участие в демонстрациях.
Брагим Гали был одним из основателей созданного 10 мая 1973 года Фронта Полисарио, стал его первым генеральным секретарём. Совместно с Мустафой Сайедом Эль-Уали возглавлял рейд Эль-Ханга — первое военное мероприятие Фронта Полисарио против испанской армии, в результате которого был захвачен один из постов испанской армии в пустыне, в руки нападавших попали оружие и снаряжение. В августе 1974 года на пост генерального секретаря был избран Эль-Уали, а Брагим Гали был назначен командующим Сахарской народно-освободительной армией, военным крылом Фронта Полисарио. 22 октября 1975 года Брагим Гали вместе с Эль-Уали и Махфудом Али Бейбой являлся участником переговоров с генералом Федерико Гомесом де Саласаром, губернатором Испанской Сахары, которые окончились безрезультатно, а неделю спустя, после введения комендантского часа, руководство Фронта Полисарио прервало контакты с колониальной администрацией.
После одностороннего провозглашения 27 февраля 1976 года независимости Сахарской Арабской Демократической Республики (САДР) занимал различные руководящие должности:
- 1976—1989: министр обороны САДР.
- 1989—1993: командующий Вторым военным округом.
- 1993—1998: министр обороны САДР.
- 1998—1999: министр оккупированных территорий.
- 1999—2004: представитель Фронта Полисарио в Испании.
- 2008—2016: чрезвычайный и полномочный посол САДР в Алжире.

В январе 2016 года Брагим Гали был назначен ответственным за секретариат политической организации Фронта Полисарио; эту должность он занимал до избрания президентом САДР.

### Обвинение в изнасиловании
В 2013 году на него была подана жалоба по обвинению в изнасиловании Хадиджату Махмуд Мохамед Зубейр. Кроме того, «Сахарская ассоциация защиты прав человека» (ASADEDH) подала иск против него в Испании по обвинению в применении пыток.
В конце концов, иски были отклонены, но после прибытия Гали в Испанию в 2021 году они были возобновлены. 19 мая 2021 года испанский суд Audiencia Nacional вызвал Брагима для дачи показаний в качестве обвиняемой стороны. Он дал телематические показания из больницы Сан-Миллан-Сан-Педро в Логроньо (когда он выздоравливал от COVID-19) в назначенный день 1 июня 2021 года. Судья Сантьяго Педрас определил, что обвиняющие стороны не представили никаких доказательств (даже косвенно), намекающих на виновность Гали.

### Президент САДР
31 мая 2016 года скончался президент САДР и генеральный секретарь Фронта Полисарио Мухаммед Абдельазиз. На время 40-дневного траура до избрания нового президента и генерального секретаря исполняющим обязанности, согласно конституции САДР, стал спикер парламента — Хатри Аддух.
9 июля 2016 года на внеочередном съезде, созванном в лагерях сахарских беженцев в Тиндуфе (на территории Алжира), Брагим Гали был избран на пост президента САДР и генерального секретаря Фронта Полисарио. За него проголосовало подавляющее большинство участников съезда — 1766 из 1895 делегатов. Вступил в должность 12 июля 2016 года.
13 июня 2019 года Брагим Гали встретился с президентом Нигерии Мохаммаду Бухари на вилле в Абудже.
После инцидента с изнасилованием Гали покинул 2 июня 2021 года Испанию и приземлился в Алжире, продолжая менее острую фазу выздоровления в военном госпитале Айн-эль-Нааха в городе Алжир, где его посетил президент Алжира Абдельмаджид Теббун.